# 医療廃棄物

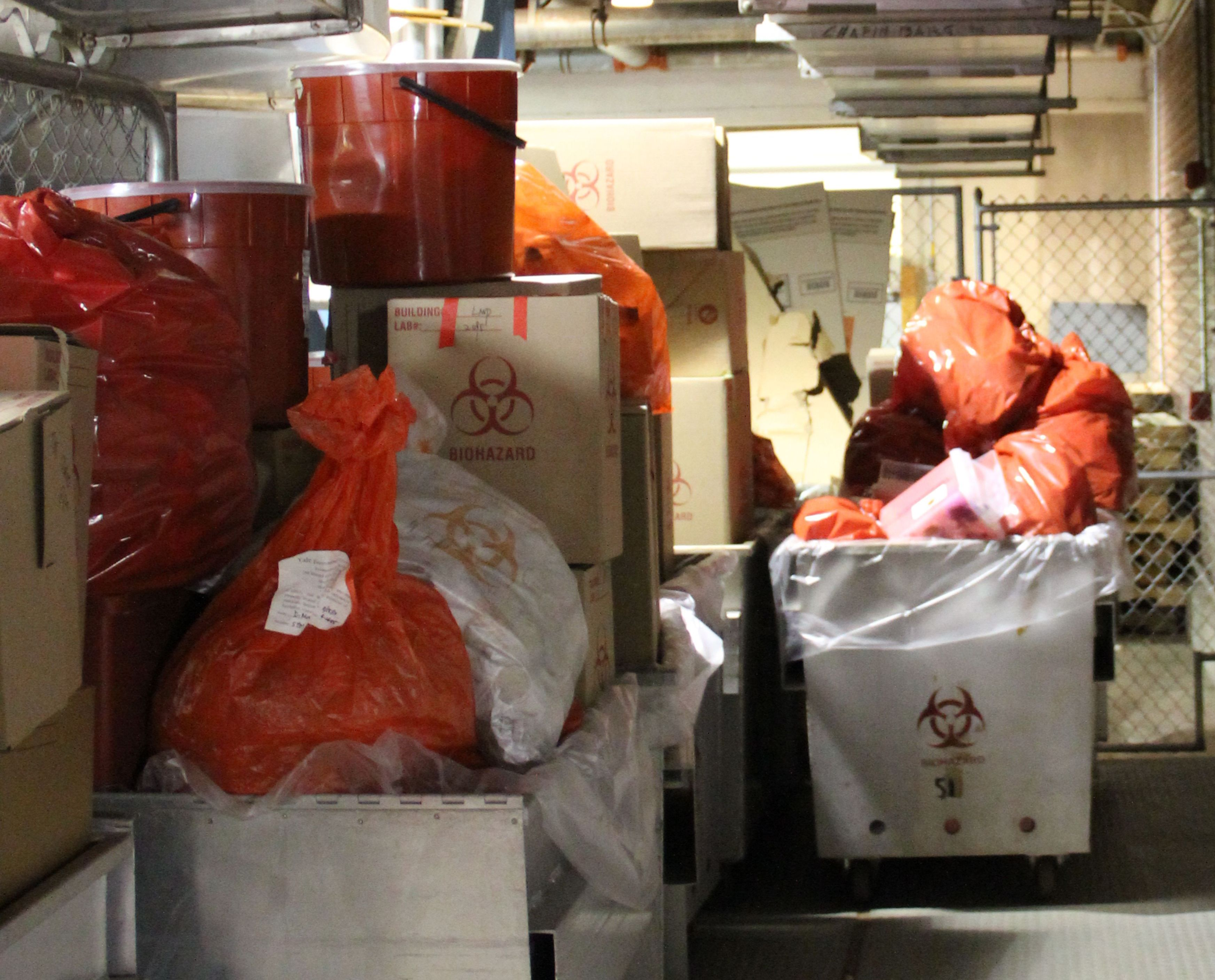
医療廃棄物の蓄積所

バイオハザードの記号

医療廃棄物（いりょうはいきぶつ）とは、医療行為に関係して排出される廃棄物（ゴミ）のことを指す。廃棄物処理法上の区分では「感染性廃棄物」と言い、「特別管理廃棄物」に区分される。
感染症の汚染源となる可能性があるため、適切に処分する必要がある。また感染症患者の療養の際に出る生活廃棄物（在宅中の各種廃棄物）の中にも、病原体によって汚染されている物が含まれるため、これらも医療廃棄物として適切に処分される事が望ましい。

## 概要

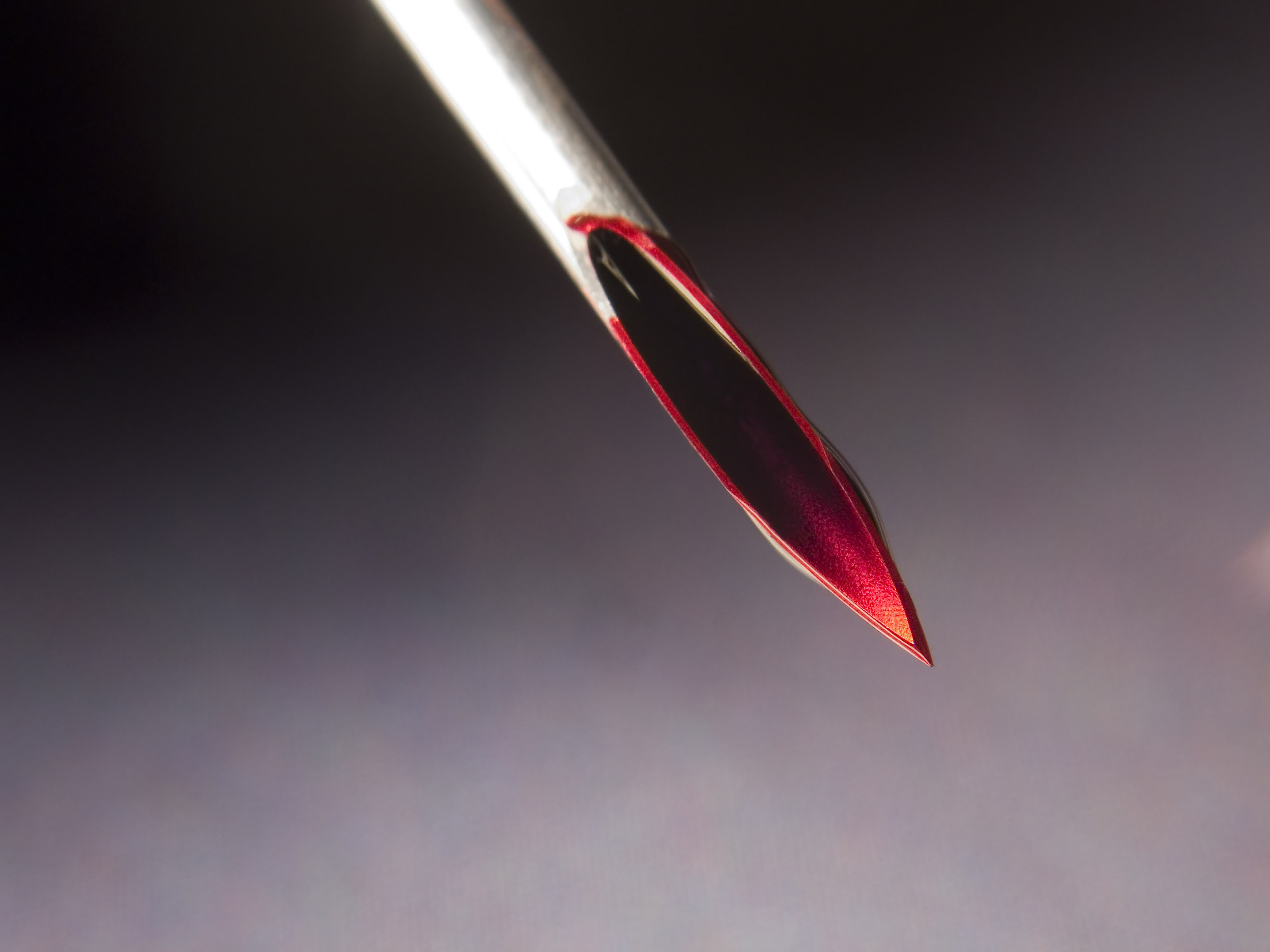
血痕が付着した注射針

医療廃棄物は医療行為に伴い発生するため、患者の持つ病原体と接触している可能性があり、生物学的な危険（バイオハザード）に属するリスクを併せ持つ。もちろん化学薬品など同様に環境破壊への対応や、リサイクルなどを通じた廃棄物の減量化など、通常の廃棄物と同じ背景や諸問題も抱えている。
医学面から見ると防疫の原則は「隔離と滅菌」であるから、感染源となる事物は健常人にとどまらず医療従事者からも効果的に隔離されることが必要で、それらは適切な滅菌措置が取られた後、一般的なメンテナンスや廃棄処理がなされることが必要である。また、伝染病罹患者の衣服・寝具・生活用器具や排泄物が感染源となるとは古くから知られており、たとえば排泄物は、今日では治療施設に併設された浄化施設で適切に処理されている。
つぎに滅菌処理の観点から見ると、焼却か湿熱滅菌（オートクレーブ処理）が望ましく、焼却以外の乾熱滅菌では胞子性の細菌に対しては十分な滅菌ができないケースが発生する。それ以外の滅菌法、例えば、紫外線・γ線あるいはガスや薬剤を用いた滅菌（殺菌）法は特定の状況以外では無効な為、あくまでも危険に接触するリスクを軽減する以上の意味はない。一方医療の高度化に伴い、医療器具に用いられる素材（医療材料）や形状は金属やガラス製の単純な形状な物から、プラスチックや電子機器など加熱滅菌に適さない素材や複雑で汚染を拭い去ることが困難な形状のものが医療器具の大半を占めるようになってきている。それに伴い、患者に接触する部分を隔離する目的で、医療器具の「ディスポーザブル化」（→使い捨て）が急速に進行してきた。
日本では、廃棄物を処理・処分方法を規定する法律として廃棄物処理法があり、医療廃棄物についても同様にこの法律で規定されている。法による規定がなかった当時は、医療関係者の判断にゆだねられており、主に医療機関内の自家用小型焼却炉で処理・処分されていた。この自家焼却については、低温焼却炉から発生するダイオキシン類の発生問題により、医療施設内の焼却炉設置・維持が困難となり、事実上委託処理・処分により行われるようになり、外部委託が増大した。すなわち医療専門家の管理下から外部委託へと代わることを意味し、医療に従事しない第三者に対しても、防疫や基本的な医学的知識を普及させることが必要になってきた。このため、都道府県知事は感染性廃棄物についての収集運搬又は処分の業を、許可事業としている。
たとえば感染源に対するリスクは万人に対して等価ではない。C型肝炎ウイルス (HCV) により発症するC型肝炎を例にとる。C型肝炎はHCVが存在する体液（主に血液）が傷などを介して体内に進入することで感染する。しかし感染後直ちに発症するわけではなく、輸血や針刺し事故など大量のウイルスが進入しない場合は、免疫反応によりウイルスの増殖が抑えられ発症しない無症候性キャリアとなる場合も多い。たとえば日本のHCVキャリアは多く見積もって150万人と言われているので、肝炎ではない患者や健常人に見えても、臨床検査の為の血液サンプルや使用済み注射針には約1%の確率でHCVウイルスに汚染されていると考えることもできる。逆にHCV患者やキャリア以外の健常人では病原体に対する抗体が存在しない為、そのような健常人に一旦事故により大量のウイルスが進入するとその増殖や発症は速く、そういった意味では発症リスクは患者やキャリアよりも健常人の方が高い場合が存在する。
過去には、使い捨て注射針などを廃棄処分業者が、誤って手に刺したりしてB型肝炎に感染し劇症化したりする感染症被害を受ける事例もあったため、この注射針をプラスチック製の使い捨て注射器ごと電磁波を照射して溶かし、注射針の滅菌を合わせて行ってプラスチック・ブロックに封入、安全に処分する事が出来る装置が開発され普及している。
しかしその一方で、近年では適切に処分されなかった物品が、不正に持ち出され、生物テロに悪用される事を懸念するケースも見られる。また病院から排出されたこれら医療廃棄物から、注射器を盗んだ薬物中毒患者が、薬物を乱用する際に使用済みの注射器を使用、感染するケースも報告されている。
また、日本各地の海岸には医療廃棄物が漂着し、問題となっている。これらは海外・国内で不法投棄されたものと思われる。

## 法的位置づけ
医療廃棄物とは、廃棄物処理法上「感染性廃棄物」と言い「特別管理廃棄物」に区分される。また排出される内容物により「感染性一般廃棄物」と「感染性産業廃棄物」に分けられている。
感染性一般廃棄物
医療機関等から排出される一般廃棄物のうち、血液等の付着した包帯・脱脂綿・ガーゼ・紙くずなどに感染性病原体を含む、または付着しているおそれのあるもの。
感染性産業廃棄物
医療機関等から排出される産業廃棄物のうち、感染性病原体が含む、または付着しているおそれのあるもの。
汚泥（凝固した血液など）、廃油（アルコールなど）、廃酸（レントゲン定着液など）、廃アルカリ（凝固していない血液など）、廃プラ（合成樹脂の器具など）、ゴム（ディスポ手袋など）、金属（注射針など）、ガラス（アンプルなど）。
感染性廃棄物が法的に位置づけ（明確な区分）られ、厳しく処理・処分の規定が設けられたのは、平成4年の廃棄物処理法改正からである。この改正に伴い「廃棄物処理法に基づく感染性廃棄物処理マニュアル」（平成4年8月13日付け衛環第234号厚生省水道環境部長通知「感染性廃棄物の適正処理について」の別添報告書別紙2）が制定され、これに基づき処理・処分が進められた。
現在は、「廃棄物の処理及び清掃に関する法律及び産業廃棄物の処理に係る特定施設の整備の促進に関する法律の一部を改正する法律」(平成12年法律第105号)及び「廃棄物の処理及び清掃に関する法律の一部を改正する法律」（平成15年法律第93号）の制定に伴い、「廃棄物処理法に基づく感染性廃棄物処理マニュアル」（平成16年3月16日付け環廃産発第040316001号環境省大臣官房廃棄物・リサイクル対策部長通知「感染性廃棄物の適正処理について」別添）により、処理・処分が行われている。
また感染性廃棄物のうち、医療法（昭和23年法律第205号）、感染症の予防及び感染症の患者に対する医療に関する法律（平成10年法律第114 号）、結核予防法（昭和26年法律第96号）、医薬品医療機器等法（昭和35年法律第145号）、家畜伝染病予防法（昭和26年法律第166号）等によって規制される廃棄物については、マニュアルのほか当該法令に基づいて取り扱われている。
なお平成4年の廃棄物処理法改正以前は「医療廃棄物の適正処理について」（平成元年11月13日付け衛環第174号厚生省水道環境部通知）があったが、さらにそれ以前は特に規定はなく、実際の処理・処分は医療関係者の自主的判断にゆだねられていたほか、法令上は不燃物として扱われていた。

## 医療廃棄物の種類と処理・処分方法

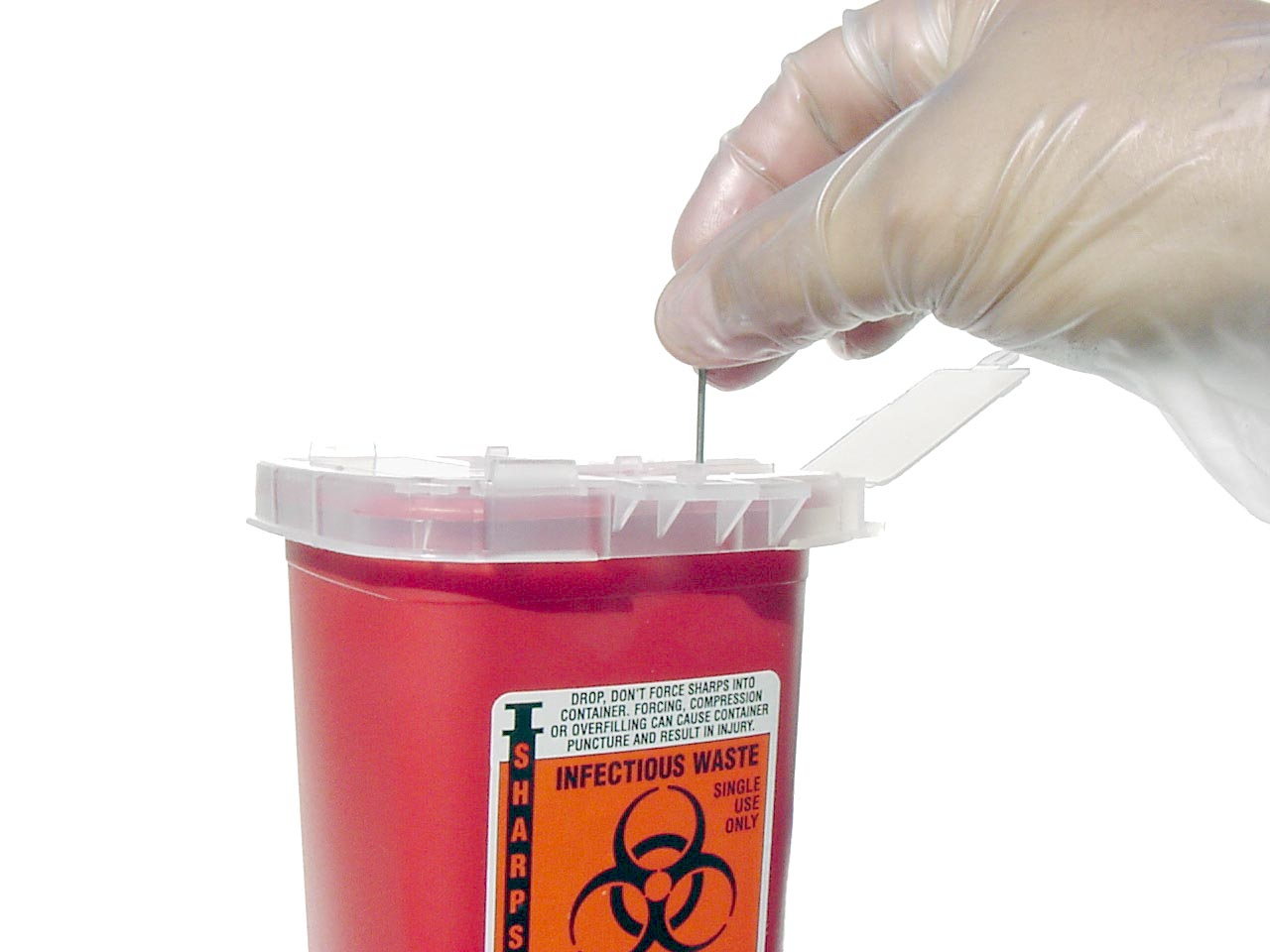
注射器専用コンテナ

医療廃棄物には様々な物品等があり、安全に無害化処理できる焼却方式（乾溜ガス化炉など）、物性や内容に応じて適切な処理・処分方法がある。
注射針古く注射針は、その都度煮沸消毒して使用する器具であったが、近年の注射針は衛生上の問題から、そのほとんどが使い捨てである。（一部紛争地域や経済が壊滅的な打撃を受けている地域を除く）このため医療行為に付随して大量の注射針が廃棄される訳だが、前出の通り高温で処理されて滅菌・プラスチック封入といった過程を経て、そのプラスチック封入状態のまま金属資源として溶鉱炉に投ぜられ、金属として再利用されるか、最終処分場で埋め立て廃棄処分される。
ガーゼ・脱脂綿など、患者の体液を含む物これらは全て、焼却処分となる。この過程において生物テロなどに悪用されないよう、厳重に保管し、病院内・または専門の焼却業者に依頼されて焼却される。確実に焼却させるため、燃焼効率の良い焼却炉が利用される。
切除された組織片など日本では、妊娠12週以上の中絶胎児は、墓地埋葬法上で遺体として扱い、火葬や土葬の対象となる。事故や疾病によって切断された生存している人の四肢は感染性廃棄物として焼却する必要があるが、遺体と同様に火葬場で火葬されることも多い。それ以外の組織片は、前出の焼却処分される医療廃棄物として扱われる。日本以外では、概ね焼却処分するところがほとんどである。

## 諸問題

### 在宅医療廃棄物
自宅で使用して排出される医療廃棄物は、医療機関から発生する感染性廃棄物と内容がほぼ同一であるにもかかわらず、家庭から排出するということで、市町村が処理・処分を行う一般廃棄物に区分されている。しかしながら大部分の自治体では受け入れを行っておらず、受け入れている自治体でも消毒を義務づけているなど、自治体によって取り扱いが異なり、排出者の混乱を招いている。また、受け入れを行っていない自治体では、どのように処理・処分がなされているか、大部分の場合把握できていないことも問題を助長している。
特に在宅医療件数は、厚労省の発表によれば1991年(213,897件)から2003年(712,902件)の間、3倍以上に拡大している。社会の高齢化や、病院のベッド数削減などの社会的背景を受け、今後さらに拡大していくと考えられている。
このような状況であるため、日本医師会では感染性廃棄物等に関する検討委員会において「医療廃棄物マニュアル」の整備に向けた検討を開始し、全国産業廃棄物連合会（全産廃連）の医療廃棄物部会においても医療廃棄物対策分科会を設置して検討を行っている